# EM i håndbold 2016 (kvinder)
Europamesterskabet i håndbold 2016 for kvinder var det 12. EM i håndbold for kvinder. Mesterskabet blev afholdt af European Handball Federation (EHF) og blev afholdt fra 4. – 18. december 2016 i Sverige. Værtsnationen skulle have været fundet ved EHF's ordinære kongres 23. juni 2012, men Tyrkiet trak sit bud inden da.
Slutrunden blev vundet af Norge som vandt over Holland 30-29.

## Spillesteder
| Stockholm              | Göteborg                       | Malmö                            | Kristianstad                        | Helsingborg                        |
| Hovet Kapacitet: 8,094 | Scandinavium Kapacitet: 12,044 | Malmö Isstadion Kapacitet: 5,339 | Kristianstad Arena Kapacitet: 4,700 | Helsingborg Arena Kapacitet: 4,700 |
| Gruppe A               | Gruppe 1                       | Gruppe C                         | Gruppe B                            | Gruppe D Group 2                   |
|                        |                                |                                  |                                     |                                    |

## Lodtrækning
Lodtrækningen fandt sted den 10. juni 2016 kl. 13.00 lokal tid i Lisebergshallen i Göteborg, Sverige.
| Pot 1                                    | Pot 2                                   | Pot 3                                     | Pot 4                                     |
| ---------------------------------------- | --------------------------------------- | ----------------------------------------- | ----------------------------------------- |
| - Norge - Holland - Sverige - Montenegro | - Frankrig - Ungarn - Rusland - Serbien | - Spanien - Danmark - Rumænien - Tyskland | - Polen - Kroatien - Tjekkiet - Slovenien |

## Dommere
De 14 dommere blev offentliggjort den 17. juni 2016, hvoraf 12 vil blive udtaget til at dømme i turneringen.
| Dommere  | Dommere                             |
| -------- | ----------------------------------- |
| Kroatien | Dalibor Jurinović Marko Mrvica      |
| Danmark  | Karina Christiansen Line Hansen     |
| Ungarn   | Péter Horváth Balázs Márton         |
| Litauen  | Viktorija Kijauskaite Aušra Žaliene |
| Norge    | Kjersti Arntsen Guro Røen           |
| Polen    | Joanna Brehmer Agnieszka Skowronek  |

| Dommere   | Dommere                              |
| --------- | ------------------------------------ |
| Rumænien  | Diana-Carmen Florescu Anamaria Stoia |
| Rusland   | Victoria Alpaidze Tatyana Berezkina  |
| Serbien   | Vanja Antić Jelena Jakovljević       |
| Slovakiet | Peter Brunovský Vladimír Čanda       |
| Spanien   | Andreu Marín Ignacio García          |
| Sverige   | Mirza Kurtagic Mattias Wetterwik     |

## Kvalifikation
Som værtsnation er Sverige direkte kvalificeret til slutrunden. De resterende femten deltagere findes via en kvalifikationsturnering. De forsvarende mestre (Norge) deltager også i denne kvalifikationsturnering.
| Land       | Kvalificeret som         |
| ---------- | ------------------------ |
| Sverige    | Værter                   |
| Norge      | Vinder af kval.-gruppe 1 |
| Rumænien   | Nr. 2 i kval.-gruppe 1   |
| Serbien    | Vinder af kval.-gruppe 2 |
| Tjekkiet   | Nr. 2 i kval.-gruppe 2   |
| Holland    | Vinder af kval.-gruppe 3 |
| Spanien    | Nr. 2 i kval.-gruppe 3   |
| Montenegro | Vinder af kval.-gruppe 4 |
| Kroatien   | Nr. 2 i kval.-gruppe 4   |
| Ungarn     | Vinder af kval.-gruppe 5 |
| Polen      | Nr. 2 i kval.-gruppe 5   |
| Rusland    | Vinder af kval.-gruppe 6 |
| Danmark    | Nr. 2 i kval.-gruppe 6   |
| Frankrig   | Vinder af kval.-gruppe 7 |
| Tyskland   | Nr. 2 i kval.-gruppe 7   |
| Slovenien  | Nr. 3 i en kval.-gruppe  |

## Indledende runde

### Gruppe A
| Pos | Hold        | K | V | U | T | M+ | M- | MF  | P | Kvalifikation |
| --- | ----------- | - | - | - | - | -- | -- | --- | - | ------------- |
| 1   | Serbien     | 3 | 2 | 1 | 0 | 91 | 87 | +4  | 5 | Mellemrunde   |
| 2   | Sverige (V) | 3 | 1 | 1 | 1 | 78 | 74 | +4  | 3 | Mellemrunde   |
| 3   | Spanien     | 3 | 1 | 0 | 2 | 72 | 68 | +4  | 2 | Mellemrunde   |
| 4   | Slovenien   | 3 | 1 | 0 | 2 | 77 | 89 | −12 | 2 |               |

1. 1 2  Spanien 30–18 Slovenien

### Kampe
| 4. december 2016 15.15 | Serbien         | 36-34   | Slovenien | Hovet, Stockholm Tilskuere: 6.000 Dommere: Arntsen, Røen (NOR) |
| 4. december 2016 15.15 | Radosavljević 8 | (17-16) | Mavsar 9  | Hovet, Stockholm Tilskuere: 6.000 Dommere: Arntsen, Røen (NOR) |
| 4. december 2016 15.15 | 3× 2×           | Rapport | 3× 2×     | Hovet, Stockholm Tilskuere: 6.000 Dommere: Arntsen, Røen (NOR) |

| 4. december 2016 18.00 | Sverige       | 25-19   | Spanien  | Hovet, Stockholm Tilskuere: 7.900 Dommere: Jurinović, Mrvica (CRO) |
| 4. december 2016 18.00 | Hagman, Alm 5 | (14–10) | Martín 7 | Hovet, Stockholm Tilskuere: 7.900 Dommere: Jurinović, Mrvica (CRO) |
| 4. december 2016 18.00 | 3×            | Rapport | 3× 4×    | Hovet, Stockholm Tilskuere: 7.900 Dommere: Jurinović, Mrvica (CRO) |

| 6. december 2016 18.30 | Spanien  | 23-25   | Serbien        | Hovet, Stockholm Tilskuere: 2.700 Dommere: Christiansen, Hansen (DEN) |
| 6. december 2016 18.30 | Martín 6 | (8-11)  | Krpež Slezak 6 | Hovet, Stockholm Tilskuere: 2.700 Dommere: Christiansen, Hansen (DEN) |
| 6. december 2016 18.30 | 4× 3×    | Rapport | 1× 3×          | Hovet, Stockholm Tilskuere: 2.700 Dommere: Christiansen, Hansen (DEN) |

| 6. december 2016 20:45 | Slovenien | 25-23   | Sverige    | Hovet, Stockholm Tilskuere: 3.700 Dommere: Florescu, Stoia (ROU) |
| 6. december 2016 20:45 | Mavsar 6  | (13-13) | Gulldén 10 | Hovet, Stockholm Tilskuere: 3.700 Dommere: Florescu, Stoia (ROU) |
| 6. december 2016 20:45 | 3×        | Rapport | 3× 2×      | Hovet, Stockholm Tilskuere: 3.700 Dommere: Florescu, Stoia (ROU) |

| 8. december 2016 18.30 | Spanien | 30-18   | Slovenien | Hovet, Stockholm Tilskuere: 3.100 Dommere: Horváth, Márton (HUN) |
| 8. december 2016 18.30 | Pena 6  | (14-5)  | Mavsar 5  | Hovet, Stockholm Tilskuere: 3.100 Dommere: Horváth, Márton (HUN) |
| 8. december 2016 18.30 | 4× 3×   | Rapport | 5× 3×     | Hovet, Stockholm Tilskuere: 3.100 Dommere: Horváth, Márton (HUN) |

| 8. december 2016 20:30 | Sverige | 30-30   | Serbien      | Hovet, Stockholm Tilskuere: 5.200 Dommere: Alpaidze, Berezkina (RUS) |
| 8. december 2016 20:30 | Sand 8  | (15-18) | tre Spillere | Hovet, Stockholm Tilskuere: 5.200 Dommere: Alpaidze, Berezkina (RUS) |
| 8. december 2016 20:30 | 5× 2×   | Rapport | 4× 2×        | Hovet, Stockholm Tilskuere: 5.200 Dommere: Alpaidze, Berezkina (RUS) |

### Gruppe B
| Pos | Hold     | K | V | U | T | M+ | M- | MF  | P | Kvalifikation |
| --- | -------- | - | - | - | - | -- | -- | --- | - | ------------- |
| 1   | Tyskland | 3 | 2 | 0 | 1 | 73 | 71 | +2  | 4 | Mellemrunde   |
| 2   | Frankrig | 3 | 2 | 0 | 1 | 70 | 60 | +10 | 4 | Mellemrunde   |
| 3   | Holland  | 3 | 2 | 0 | 1 | 75 | 68 | +7  | 4 | Mellemrunde   |
| 4   | Polen    | 3 | 0 | 0 | 3 | 65 | 84 | −19 | 0 |               |

1. 1 2 3  Tyskland 2 Pts, +1 GD, 50 GF; Frankrig 2 Pts, +1 GD, 39 GF; Holland 2 Pts, −2 GD

### Kampe
| 4. december 2016 18.30 | Holland          | 27-30   | Tyskland | Kristianstad Arena, Kristianstad Tilskuere: 2.026 Dommere: Horváth, Márton (HUN) |
| 4. december 2016 18.30 | Abbingh, Groot 5 | (14-13) | Huber 7  | Kristianstad Arena, Kristianstad Tilskuere: 2.026 Dommere: Horváth, Márton (HUN) |
| 4. december 2016 18.30 | 2× 3× 1×         | Rapport | 4× 3×    | Kristianstad Arena, Kristianstad Tilskuere: 2.026 Dommere: Horváth, Márton (HUN) |

| 4. december 2016 20.45 | Frankrig                         | 31-22   | Polen   | Kristianstad Arena, Kristianstad Tilskuere: 1.750 Dommere: Christiansen, Hansen (DEN) |
| 4. december 2016 20.45 | Dembele, Kolczynski, Nze Minko 5 | (15-9)  | Grzyb 6 | Kristianstad Arena, Kristianstad Tilskuere: 1.750 Dommere: Christiansen, Hansen (DEN) |
| 4. december 2016 20.45 | 5× 3×                            | Rapport | 3×      | Kristianstad Arena, Kristianstad Tilskuere: 1.750 Dommere: Christiansen, Hansen (DEN) |

| 6. december 2016 18.30 | Polen    | 21-30   | Holland         | Kristianstad Arena, Kristianstad Tilskuere: 2.105 Dommere: Alpaidze, Berezkina (RUS) |
| 6. december 2016 18.30 | Wojtas 5 | (11-14) | Goos, Abbingh 5 | Kristianstad Arena, Kristianstad Tilskuere: 2.105 Dommere: Alpaidze, Berezkina (RUS) |
| 6. december 2016 18.30 | 4× 2×    | Rapport | 4× 3×           | Kristianstad Arena, Kristianstad Tilskuere: 2.105 Dommere: Alpaidze, Berezkina (RUS) |

| 6. december 2016 20.45 | Tyskland | 20-22   | Frankrig    | Kristianstad Arena, Kristianstad Tilskuere: 1.805 Dommere: Jurinović, Mrvica (CRO) |
| 6. december 2016 20.45 | Huber 6  | (11-11) | Nze Minko 5 | Kristianstad Arena, Kristianstad Tilskuere: 1.805 Dommere: Jurinović, Mrvica (CRO) |
| 6. december 2016 20.45 | 2× 4×    | Rapport | 2×          | Kristianstad Arena, Kristianstad Tilskuere: 1.805 Dommere: Jurinović, Mrvica (CRO) |

| 8. december 2016 18.30 | Tyskland | 23-22   | Polen    | Kristianstad Arena, Kristianstad Tilskuere: 1.875 Dommere: Florescu, Stoia (ROU) |
| 8. december 2016 18.30 | Huber 7  | (12-10) | Achruk 7 | Kristianstad Arena, Kristianstad Tilskuere: 1.875 Dommere: Florescu, Stoia (ROU) |
| 8. december 2016 18.30 | 3× 2×    | Rapport | 1× 3×    | Kristianstad Arena, Kristianstad Tilskuere: 1.875 Dommere: Florescu, Stoia (ROU) |

| 8. december 2016 20:30 | Holland  | 18-17   | Frankrig    | Kristianstad Arena, Kristianstad Tilskuere: 1.730 Dommere: Arntsen, Røen (NOR) |
| 8. december 2016 20:30 | Visser 5 | (7-12)  | Nze Minko 5 | Kristianstad Arena, Kristianstad Tilskuere: 1.730 Dommere: Arntsen, Røen (NOR) |
| 8. december 2016 20:30 | 2× 1×    | Rapport | 3×          | Kristianstad Arena, Kristianstad Tilskuere: 1.730 Dommere: Arntsen, Røen (NOR) |

### Gruppe C
| Pos | Hold       | K | V | U | T | M+ | M- | MF | P | Kvalifikation |
| --- | ---------- | - | - | - | - | -- | -- | -- | - | ------------- |
| 1   | Danmark    | 3 | 3 | 0 | 0 | 78 | 69 | +9 | 6 | Mellemrunde   |
| 2   | Tjekkiet   | 3 | 1 | 0 | 2 | 83 | 83 | 0  | 2 | Mellemrunde   |
| 3   | Ungarn     | 3 | 1 | 0 | 2 | 62 | 64 | −2 | 2 | Mellemrunde   |
| 4   | Montenegro | 3 | 1 | 0 | 2 | 63 | 70 | −7 | 2 |               |

1. 1 2 3  Tjekkiet 2 Pts, +4 GD; Ungarn 2 Pts, +2 GD; Montenegro 2 Pts, −6 GD

### Kampe
| 5. december 2016 18.30 | Ungarn   | 22-27   | Tjekkiet        | Malmö Isstadion, Malmö Tilskuere: 753 Dommere: Kijauskaite, Žaliene (LIT) |
| 5. december 2016 18.30 | Kovács 7 | (10-13) | Hrbková, Malá 5 | Malmö Isstadion, Malmö Tilskuere: 753 Dommere: Kijauskaite, Žaliene (LIT) |
| 5. december 2016 18.30 | 5× 2×    | Rapport | 3×              | Malmö Isstadion, Malmö Tilskuere: 753 Dommere: Kijauskaite, Žaliene (LIT) |

| 5. december 2016 20.45 | Montenegro | 21-22   | Danmark     | Malmö Isstadion, Malmö Tilskuere: 1.674 Dommere: Brunovský, Čanda (SVK) |
| 5. december 2016 20.45 | Raičević 7 | (11-14) | Jørgensen 9 | Malmö Isstadion, Malmö Tilskuere: 1.674 Dommere: Brunovský, Čanda (SVK) |
| 5. december 2016 20.45 | 3× 2×      | Rapport | 2× 3×       | Malmö Isstadion, Malmö Tilskuere: 1.674 Dommere: Brunovský, Čanda (SVK) |

| 7. december 2016 18.30 | Tjekkiet  | 27-28   | Montenegro             | Malmö Isstadion, Malmö Tilskuere: 654 Dommere: Kurtagic, Wetterwik (SWE) |
| 7. december 2016 18.30 | Hrbková 6 | (12-13) | Mehmedović, Jauković 7 | Malmö Isstadion, Malmö Tilskuere: 654 Dommere: Kurtagic, Wetterwik (SWE) |
| 7. december 2016 18.30 | 3×        | Rapport | 7× 3×                  | Malmö Isstadion, Malmö Tilskuere: 654 Dommere: Kurtagic, Wetterwik (SWE) |

| 7. december 2016 20.45 | Ungarn    | 19-23   | Danmark     | Malmö Isstadion, Malmö Tilskuere: 1.946 Dommere: Brehmer, Skowronek (POL) |
| 7. december 2016 20.45 | Görbicz 6 | (10-12) | Jørgensen 5 | Malmö Isstadion, Malmö Tilskuere: 1.946 Dommere: Brehmer, Skowronek (POL) |
| 7. december 2016 20.45 | 3× 4×     | Rapport | 5× 3×       | Malmö Isstadion, Malmö Tilskuere: 1.946 Dommere: Brehmer, Skowronek (POL) |

| 9. december 2016 18.30 | Montenegro    | 14-21   | Ungarn    | Malmö Isstadion, Malmö Tilskuere: 1.279 Dommere: Marin, Garcia (ESP) |
| 9. december 2016 18.30 | Fire spillere | (6-11)  | Görbicz 5 | Malmö Isstadion, Malmö Tilskuere: 1.279 Dommere: Marin, Garcia (ESP) |
| 9. december 2016 18.30 | 2× 3×         | Rapport | 2× 3×     | Malmö Isstadion, Malmö Tilskuere: 1.279 Dommere: Marin, Garcia (ESP) |

| 9. december 2016 20.45 | Danmark     | 33-29   | Tjekkiet  | Malmö Isstadion, Malmö Tilskuere: 3.124 Dommere: Antic, Jakovljevic (SRB) |
| 9. december 2016 20.45 | Jørgensen 9 | (13-17) | Růčková 7 | Malmö Isstadion, Malmö Tilskuere: 3.124 Dommere: Antic, Jakovljevic (SRB) |
| 9. december 2016 20.45 | 7× 3×       | Rapport | 5× 4×     | Malmö Isstadion, Malmö Tilskuere: 3.124 Dommere: Antic, Jakovljevic (SRB) |

### Gruppe D
| Pos | Hold     | K | V | U | T | M+ | M- | MF  | P | Kvalifikation |
| --- | -------- | - | - | - | - | -- | -- | --- | - | ------------- |
| 1   | Norge    | 3 | 3 | 0 | 0 | 80 | 58 | +22 | 6 | Mellemrunde   |
| 2   | Rumænien | 3 | 2 | 0 | 1 | 74 | 66 | +8  | 4 | Mellemrunde   |
| 3   | Rusland  | 3 | 1 | 0 | 2 | 70 | 71 | −1  | 2 | Mellemrunde   |
| 4   | Kroatien | 3 | 0 | 0 | 3 | 68 | 97 | −29 | 0 |               |

### Kampe
| 5. december 2016 18.30 | Rusland                      | 32-26   | Kroatien  | Helsingborg Arena, Helsingborg Tilskuere: 2.571 Dommere: Marín, Garciá (ESP) |
| 5. december 2016 18.30 | Bobrovnikova, Zhilinskayte 6 | (16-13) | Penezić 8 | Helsingborg Arena, Helsingborg Tilskuere: 2.571 Dommere: Marín, Garciá (ESP) |
| 5. december 2016 18.30 | 6× 2×                        | Rapport | 9× 4×     | Helsingborg Arena, Helsingborg Tilskuere: 2.571 Dommere: Marín, Garciá (ESP) |

| 5. december 2016 20.45 | Norge  | 23-21   | Rumænien | Helsingborg Arena, Helsingborg Tilskuere: 1.278 Dommere: Brehmer, Skowronek (POL) |
| 5. december 2016 20.45 | Mørk 7 | (13-11) | Neagu 6  | Helsingborg Arena, Helsingborg Tilskuere: 1.278 Dommere: Brehmer, Skowronek (POL) |
| 5. december 2016 20.45 | 6× 3×  | Rapport | 4× 3×    | Helsingborg Arena, Helsingborg Tilskuere: 1.278 Dommere: Brehmer, Skowronek (POL) |

| 7. december 2016 18.30 | Rumænien          | 22-17   | Rusland    | Helsingborg Arena, Helsingborg Tilskuere: 1.279 Dommere: Antić, Jakovljević (SRB) |
| 7. december 2016 18.30 | Neagu, Buceschi 7 | (11-9)  | Postnova 4 | Helsingborg Arena, Helsingborg Tilskuere: 1.279 Dommere: Antić, Jakovljević (SRB) |
| 7. december 2016 18.30 | 4× 3×             | Rapport | 2×         | Helsingborg Arena, Helsingborg Tilskuere: 1.279 Dommere: Antić, Jakovljević (SRB) |

| 7. december 2016 20.45 | Kroatien  | 16-34   | Norge           | Helsingborg Arena, Helsingborg Tilskuere: 1.375 Dommere: Kijauskaite, Žaliene (LIT) |
| 7. december 2016 20.45 | Penezić 4 | (9-15)  | Malm Frafjord 6 | Helsingborg Arena, Helsingborg Tilskuere: 1.375 Dommere: Kijauskaite, Žaliene (LIT) |
| 7. december 2016 20.45 | 6× 2× 1×  | Rapport | 5× 3×           | Helsingborg Arena, Helsingborg Tilskuere: 1.375 Dommere: Kijauskaite, Žaliene (LIT) |

| 9. december 2016 18.30 | Rumænien | 31-26   | Kroatien  | Helsingborg Arena, Helsingborg Tilskuere: 2.435 Dommere: Kurtagic, Wetterwik (SWE) |
| 9. december 2016 18.30 | Neagu 10 | (15-12) | Penezić 8 | Helsingborg Arena, Helsingborg Tilskuere: 2.435 Dommere: Kurtagic, Wetterwik (SWE) |
| 9. december 2016 18.30 | 7× 4×    | Rapport | 5× 2×     | Helsingborg Arena, Helsingborg Tilskuere: 2.435 Dommere: Kurtagic, Wetterwik (SWE) |

| 9. december 2016 20.45 | Norge               | 23-21   | Rusland      | Helsingborg Arena, Helsingborg Tilskuere: 2.493 Dommere: Brunovsky, Canda (SVK) |
| 9. december 2016 20.45 | Kristiansen, Mørk 5 | (11-11) | Tre Spillere | Helsingborg Arena, Helsingborg Tilskuere: 2.493 Dommere: Brunovsky, Canda (SVK) |
| 9. december 2016 20.45 | 3× 2×               | Rapport | 3× 2×        | Helsingborg Arena, Helsingborg Tilskuere: 2.493 Dommere: Brunovsky, Canda (SVK) |

## Mellemrunde
Nr. 1-2 i hver mellemrundepulje kvalificerer sig til semifinalerne. Treerne mødes i kampen om femtepladsen.

### Gruppe 1
| Pos | Hold        | K | V | U | T | M+  | M-  | MF  | P | Kvalifikation |
| --- | ----------- | - | - | - | - | --- | --- | --- | - | ------------- |
| 1   | Holland     | 5 | 4 | 0 | 1 | 142 | 128 | +14 | 8 | Semifinaler   |
| 2   | Frankrig    | 5 | 4 | 0 | 1 | 111 | 100 | +11 | 8 | Semifinaler   |
| 3   | Tyskland    | 5 | 3 | 1 | 1 | 124 | 110 | +14 | 7 | 5. plads kamp |
| 4   | Sverige (V) | 5 | 1 | 1 | 3 | 126 | 131 | −5  | 3 |               |
| 5   | Serbien     | 5 | 1 | 1 | 3 | 122 | 142 | −20 | 3 |               |
| 6   | Spanien     | 5 | 0 | 1 | 4 | 108 | 122 | −14 | 1 |               |

1. 1 2  Holland 18–17 Frankrig
2. 1 2  Sverige 30–30 Serbien

### Kampe
| 10. december 2016 16:15 | Tyskland          | 26-19   | Serbien     | Scandinavium, Göteborg Tilskuere: 4.212 Dommere: Horvath, Marton (HUN) |
| 10. december 2016 16:15 | Hubinger, Huber 4 | (14-10) | Georgijev 7 | Scandinavium, Göteborg Tilskuere: 4.212 Dommere: Horvath, Marton (HUN) |
| 10. december 2016 16:15 | 9× 2×             | Rapport | 6× 3×       | Scandinavium, Göteborg Tilskuere: 4.212 Dommere: Horvath, Marton (HUN) |

| 10. december 2016 18:30 | Sverige   | 30-33   | Holland  | Scandinavium, Göteborg Tilskuere: 6.102 Dommere: Jurinovic, Nachevski (CRO) |
| 10. december 2016 18:30 | Gulldén 8 | (13-14) | Groot 7  | Scandinavium, Göteborg Tilskuere: 6.102 Dommere: Jurinovic, Nachevski (CRO) |
| 10. december 2016 18:30 | 4× 2×     | Rapport | 6× 3× 1× | Scandinavium, Göteborg Tilskuere: 6.102 Dommere: Jurinovic, Nachevski (CRO) |

| 10. december 2016 20:45 | Spanien | 22-23   | Frankrig | Scandinavium, Göteborg Tilskuere: 3.702 Dommere: Christiansen, Hesseldal (DEN) |
| 10. december 2016 20:45 | Pena 5  | (14-10) | Pineau 9 | Scandinavium, Göteborg Tilskuere: 3.702 Dommere: Christiansen, Hesseldal (DEN) |
| 10. december 2016 20:45 | 6× 4×   | Rapport | 2×       | Scandinavium, Göteborg Tilskuere: 3.702 Dommere: Christiansen, Hesseldal (DEN) |

| 12. december 2016 16:15 | Spanien | 20-20   | Tyskland   | Scandinavium, Göteborg Tilskuere: 1.697 Dommere: Arntsen, Røen (NOR) |
| 12. december 2016 16:15 | Pena 7  | (12-9)  | Hubinger 5 | Scandinavium, Göteborg Tilskuere: 1.697 Dommere: Arntsen, Røen (NOR) |
| 12. december 2016 16:15 | 2× 3×   | Rapport | 3× 4×      | Scandinavium, Göteborg Tilskuere: 1.697 Dommere: Arntsen, Røen (NOR) |

| 12. december 2016 18:30 | Serbien       | 27-35   | Holland          | Scandinavium, Göteborg Tilskuere: 3.663 Dommere: Florescu, Stoia (ROU) |
| 12. december 2016 18:30 | Stoiljković 8 | (12-17) | Abbingh, Broch 6 | Scandinavium, Göteborg Tilskuere: 3.663 Dommere: Florescu, Stoia (ROU) |
| 12. december 2016 18:30 | 2× 3×         | Rapport | 4× 2×            | Scandinavium, Göteborg Tilskuere: 3.663 Dommere: Florescu, Stoia (ROU) |

| 12. december 2016 20:45 | Sverige   | 19-21   | Frankrig    | Scandinavium, Göteborg Tilskuere: 5.279 Dommere: Alpaidze, Berezkina (RUS) |
| 12. december 2016 20:45 | Roberts 5 | (10-12) | Nze Minko 6 | Scandinavium, Göteborg Tilskuere: 5.279 Dommere: Alpaidze, Berezkina (RUS) |
| 12. december 2016 20:45 | 2× 3×     | Rapport | 4× 2× 1×    | Scandinavium, Göteborg Tilskuere: 5.279 Dommere: Alpaidze, Berezkina (RUS) |

| 14. december 2016 16:15 | Spanien  | 24-29   | Holland   | Scandinavium, Göteborg Tilskuere: 1.896 Dommere: Horvath, Maron (HUN) |
| 14. december 2016 16:15 | Martín 6 | (13-15) | Polman 10 | Scandinavium, Göteborg Tilskuere: 1.896 Dommere: Horvath, Maron (HUN) |
| 14. december 2016 16:15 | 4× 3×    | Rapport | 4× 2×     | Scandinavium, Göteborg Tilskuere: 1.896 Dommere: Horvath, Maron (HUN) |

| 14. december 2016 18:30 | Sverige       | 22-28   | Tyskland | Scandinavium, Göteborg Tilskuere: 5.031 Dommere: Brunovsky, Canda (SVK) |
| 14. december 2016 18:30 | Hagman, Alm 4 | (9-12)  | Bölk 5   | Scandinavium, Göteborg Tilskuere: 5.031 Dommere: Brunovsky, Canda (SVK) |
| 14. december 2016 18:30 | 3× 1×         | Rapport | 2×       | Scandinavium, Göteborg Tilskuere: 5.031 Dommere: Brunovsky, Canda (SVK) |

| 14. december 2016 20:45 | Serbien       | 21-28   | Frankrig            | Scandinavium, Göteborg Tilskuere: 2.243 Dommere: Christiansen, Hesseldal (DEN) |
| 14. december 2016 20:45 | Stoiljković 6 | (12-15) | Ayglon, Nze Minko 6 | Scandinavium, Göteborg Tilskuere: 2.243 Dommere: Christiansen, Hesseldal (DEN) |
| 14. december 2016 20:45 | 3×            | Rapport | 3× 2×               | Scandinavium, Göteborg Tilskuere: 2.243 Dommere: Christiansen, Hesseldal (DEN) |

### Gruppe 2
| Pos | Hold     | K | V | U | T | M+  | M-  | MF  | P  | Kvalifikation |
| --- | -------- | - | - | - | - | --- | --- | --- | -- | ------------- |
| 1   | Norge    | 5 | 5 | 0 | 0 | 127 | 109 | +18 | 10 | Semifinaler   |
| 2   | Danmark  | 5 | 3 | 1 | 1 | 123 | 113 | +10 | 7  | Semifinaler   |
| 3   | Rumænien | 5 | 3 | 0 | 2 | 119 | 110 | +9  | 6  | 5. plads kamp |
| 4   | Rusland  | 5 | 1 | 2 | 2 | 116 | 121 | −5  | 4  |               |
| 5   | Tjekkiet | 5 | 1 | 0 | 4 | 132 | 146 | −14 | 2  |               |
| 6   | Ungarn   | 5 | 0 | 1 | 4 | 111 | 129 | −18 | 1  |               |

### Kampe
| 11. december 2016 16:15 | Tjekkiet  | 24-26   | Rusland | Helsingborg Arena, Helsingborg Tilskuere: 1.021 Dommere: Brehmer, Skowronek (POL) |
| 11. december 2016 16:15 | Růčková 5 | (12-14) | Sen 4   | Helsingborg Arena, Helsingborg Tilskuere: 1.021 Dommere: Brehmer, Skowronek (POL) |
| 11. december 2016 16:15 | 2×        | Rapport | 1× 3×   | Helsingborg Arena, Helsingborg Tilskuere: 1.021 Dommere: Brehmer, Skowronek (POL) |

| 11. december 2016 18:30 | Ungarn          | 21-29   | Rumænien | Helsingborg Arena, Helsingborg Tilskuere: 2.236 Dommere: Brunovský, Čanda (SVK) |
| 11. december 2016 18:30 | Fire Spillere 3 | (9-15)  | Neagu 10 | Helsingborg Arena, Helsingborg Tilskuere: 2.236 Dommere: Brunovský, Čanda (SVK) |
| 11. december 2016 18:30 | 3×              | Rapport | 3×       | Helsingborg Arena, Helsingborg Tilskuere: 2.236 Dommere: Brunovský, Čanda (SVK) |

| 11. december 2016 20:45 | Danmark                        | 20-22   | Norge  | Helsingborg Arena, Helsingborg Tilskuere: 2.553 Dommere: Marín, García (ESP) |
| 11. december 2016 20:45 | Fisker, Tranborg, Østergaard 4 | (9-14)  | Mørk 5 | Helsingborg Arena, Helsingborg Tilskuere: 2.553 Dommere: Marín, García (ESP) |
| 11. december 2016 20:45 | 3× 2×                          | Rapport | 3× 2×  | Helsingborg Arena, Helsingborg Tilskuere: 2.553 Dommere: Marín, García (ESP) |

| 13. december 2016 16:15 | Tjekkiet   | 28-30   | Rumænien | Helsingborg Arena, Helsingborg Tilskuere: 773 Dommere: Kijauskaite, Žaliene (LIT) |
| 13. december 2016 16:15 | Luzumová 7 | (14-17) | Neagu 10 | Helsingborg Arena, Helsingborg Tilskuere: 773 Dommere: Kijauskaite, Žaliene (LIT) |
| 13. december 2016 16:15 | 5× 4×      | Rapport | 4× 3×    | Helsingborg Arena, Helsingborg Tilskuere: 773 Dommere: Kijauskaite, Žaliene (LIT) |

| 13. december 2016 18:30 | Ungarn            | 23-24   | Norge  | Helsingborg Arena, Helsingborg Tilskuere: 1.402 Dommere: Jurinović, Mrvica (CRO) |
| 13. december 2016 18:30 | Görbicz, Kovács 5 | (9-11)  | Mørk 6 | Helsingborg Arena, Helsingborg Tilskuere: 1.402 Dommere: Jurinović, Mrvica (CRO) |
| 13. december 2016 18:30 | 3× 2×             | Rapport | 3×     | Helsingborg Arena, Helsingborg Tilskuere: 1.402 Dommere: Jurinović, Mrvica (CRO) |

| 13. december 2016 20:45 | Danmark     | 26-26   | Rusland    | Helsingborg Arena, Helsingborg Tilskuere: 1.672 Dommere: Antić, Jakovljević (SRB) |
| 13. december 2016 20:45 | Jørgensen 7 | (13-11) | Sudakova 6 | Helsingborg Arena, Helsingborg Tilskuere: 1.672 Dommere: Antić, Jakovljević (SRB) |
| 13. december 2016 20:45 | 4× 3×       | Rapport | 4×         | Helsingborg Arena, Helsingborg Tilskuere: 1.672 Dommere: Antić, Jakovljević (SRB) |

| 14. december 2016 16:15 | Ungarn   | 26-26   | Rusland     | Helsingborg Arena, Helsingborg Tilskuere: 732 Dommere: Kurtagic, Wetterwik (SWE) |
| 14. december 2016 16:15 | Kovács 6 | (14-13) | Dmitrieva 7 | Helsingborg Arena, Helsingborg Tilskuere: 732 Dommere: Kurtagic, Wetterwik (SWE) |
| 14. december 2016 16:15 | 4× 3×    | Rapport | 5× 2×       | Helsingborg Arena, Helsingborg Tilskuere: 732 Dommere: Kurtagic, Wetterwik (SWE) |

| 14. december 2016 18:30 | Danmark  | 21-17   | Rumænien   | Helsingborg Arena, Helsingborg Tilskuere: 1.582 Dommere: Marin, Garcia (ESP) |
| 14. december 2016 18:30 | Hansen 9 | (12-10) | Buceschi 4 | Helsingborg Arena, Helsingborg Tilskuere: 1.582 Dommere: Marin, Garcia (ESP) |
| 14. december 2016 18:30 | 7× 3× 1× | Rapport | 3×         | Helsingborg Arena, Helsingborg Tilskuere: 1.582 Dommere: Marin, Garcia (ESP) |

| 14. december 2016 20:45 | Tjekkiet  | 24-35   | Norge  | Helsingborg Arena, Helsingborg Tilskuere: 853 Dommere: Brehmer, Skowronek (POL) |
| 14. december 2016 20:45 | Hrbková 7 | (17-18) | Mørk 7 | Helsingborg Arena, Helsingborg Tilskuere: 853 Dommere: Brehmer, Skowronek (POL) |
| 14. december 2016 20:45 | 1× 2×     | Rapport | 1× 3×  | Helsingborg Arena, Helsingborg Tilskuere: 853 Dommere: Brehmer, Skowronek (POL) |

## Slutspil
|  | Semifinalerne | Semifinalerne |              |    | Finale | Finale |
|  |               |               |              |    |        |        |
|  | 16. december  |               |              |    |        |        |
|  |               |               |              |    |        |        |
|  | Holland       | 26            |              |    |        |        |
|  | Holland       | 26            | 18. december |    |        |        |
|  | Danmark       | 22            |              |    |        |        |
|  | Danmark       | 22            | Holland      | 29 |        |        |
|  | 16. december  |               | Holland      | 29 |        |        |
|  |               | Norge         | 30           |    |        |        |
|  | Norge         | Norge         | 30           | 20 |        |        |
|  | Norge         |               |              | 20 |        |        |
|  | Frankrig      | 16            |              |    |        |        |
|  | Frankrig      | 16            | Bronzekamp   |    |        |        |
|  |               |               |              |    |        |        |
|  | 18. december  |               |              |    |        |        |
|  |               |               |              |    |        |        |
|  | Danmark       | 22            |              |    |        |        |
|  | Danmark       | 22            |              |    |        |        |
|  | Frankrig      | 25            |              |    |        |        |

### Semifinaler
| 16. december 2016 18:15 | Holland  | 26-22   | Danmark     | Scandinavium, Göteborg Tilskuere: 9.853 Dommere: Brunovsky, Canda (SVK) |
| 16. december 2016 18:15 | Polman 7 | (13-13) | Jørgensen 6 | Scandinavium, Göteborg Tilskuere: 9.853 Dommere: Brunovsky, Canda (SVK) |
| 16. december 2016 18:15 | 2×       | Rapport | 3×          | Scandinavium, Göteborg Tilskuere: 9.853 Dommere: Brunovsky, Canda (SVK) |

| 16. december 2016 20:45 | Frankrig    | 16-20   | Norge  | Scandinavium, Göteborg Tilskuere: 9.908 Dommere: Jurinovic, Mrvica (CRO) |
| 16. december 2016 20:45 | Lacrabere 6 | (9-11)  | Mørk 7 | Scandinavium, Göteborg Tilskuere: 9.908 Dommere: Jurinovic, Mrvica (CRO) |
| 16. december 2016 20:45 | 1× 2×       | Rapport | 4× 3×  | Scandinavium, Göteborg Tilskuere: 9.908 Dommere: Jurinovic, Mrvica (CRO) |

### Femteplads
| 16. december 2016 15.45 | Tyskland | 22-23   | Rumænien | Scandinavium, Göteborg Tilskuere: 2.210 Dommere: Arntsen, Roen (NOR) |
| 16. december 2016 15.45 | Huber 5  | (11-11) | Zamfir 6 | Scandinavium, Göteborg Tilskuere: 2.210 Dommere: Arntsen, Roen (NOR) |
| 16. december 2016 15.45 | 2× 4×    | Rapport | 2× 3×    | Scandinavium, Göteborg Tilskuere: 2.210 Dommere: Arntsen, Roen (NOR) |

### Bronzekamp
| 18. december 2016 15.30 | Danmark     | 22-25   | Frankrig | Scandinavium, Göteborg Tilskuere: 8.391 Dommere: Florescu, Stoia (ROU) |
| 18. december 2016 15.30 | Jørgensen 6 | (9-14)  | Minko 5  | Scandinavium, Göteborg Tilskuere: 8.391 Dommere: Florescu, Stoia (ROU) |
| 18. december 2016 15.30 | 4× 2× 1×    | Rapport | 3× 2×    | Scandinavium, Göteborg Tilskuere: 8.391 Dommere: Florescu, Stoia (ROU) |

### Finalekamp
| 18. december 2016 | Holland   | 29-30   | Norge   | Scandinavium, Göteborg Tilskuere: 11.037 Dommere: Alpaidze, Berezkina (RUS) |
| 18. december 2016 | Snelder 6 | (15-15) | Mørk 12 | Scandinavium, Göteborg Tilskuere: 11.037 Dommere: Alpaidze, Berezkina (RUS) |
| 18. december 2016 | 2× 3×     | Rapport | 2×      | Scandinavium, Göteborg Tilskuere: 11.037 Dommere: Alpaidze, Berezkina (RUS) |